# Чжоу (государство У Саньгуя)
Чжоу (кит. 周) — короткоживущее государственное образование, существовавшее на территории Китая в 1678—1681 годах.

## История
В середине XVII века Цинской империи с помощью перешедших на её сторону ряда китайских полководцев со своими армиями удалось в целом завоевать земли Минской империи. Когда в 1661 году скончался император Айсиньгёро Фулинь, и от имени семилетнего Айсиньгиоро Сюанье империей стал управлять регентский совет во главе с князем Сонготу, цинское правительство, желая избежать новой вспышки сопротивления и новой военной кампании, выполнило своё старое обещание о передаче завоёванных армиями «четырёх князей» провинций в личное владение этих полководцев. В частности, провинцию Юньнань и соседние с ней области Гуйчжоу получил У Саньгуй; посредством верных лично ему военачальников-китайцев он также контролировал Гуанси, Шэньси и Ганьсу и имел сильные позиции в Сычуани.
Весной 1673 года молодой император Сюанье в ультимативной форме предложил «князьям-данникам» сложить с себя власть. Чувствуя свою силу и поэтому надеясь на отказ, князья подали просьбы об отставке, однако в сентябре она была принята. Сюанье издал указ о роспуске княжеских армий; самим правителям было предложено явиться в Пекин (их было решено поселить в Маньчжурии, что означало ссылку).
У Саньгуй призвал всех китайцев подняться на борьбу с «северными варварами», объединившись под его руководством. В декабре 1673 года он отказался от цинского летоисчисления, восстановил стандарты эпохи Мин и двинул свою армию в району Гуйчжоу и Гуанси, отошедшие к Цинской империи. Восстание поддержали высшие чины Юньнани, Гуйчжоу и Сычуани. В 1674 году к восстанию присоединились Гэн Цзинчжун и Чжэн Цзин, а в 1676 — Шан Чжисинь.
У Саньгуй, зная о своей плохой репутации у патриотов, не желал продолжать наступление на север от Янцзы, а решил создать свою империю на уже отвоёванных землях. В марте 1678 года У Саньгуй провозгласил в Хэнъяне создание империи Чжоу, а себя объявил императором Чжоу-ди с девизом правления «Чжаоу». Через полгода после коронации он скончался, и на трон взошёл его внук У Шифань, взявший девиз правления «Хунхуа». Располагая четырьмя провинциями и боеспособной армией, империя Чжоу упорно оборонялась от наступавших маньчжурских войск.
Однако в итоге под напором цинской армии войска У Шифаня были вынуждены отступить сначала в Гуйчжоу, а затем в Юньнань. В 1681 году цинские войска овладели Куньмином, и империя Чжоу рухнула; У Шифань покончил с собой.

## Правители
| Храмовое имя (廟號 miàohào) | Посмертное имя (諡號 shìhào) | Личное имя                 | Годы правления | Эра летоисчисления (年號 niánhào) и годы эры |
| --------------------------- | ---------------------------- | -------------------------- | -------------- | -------------------------------------------- |
| Тай-цзу 太祖                | Гао хуанди 高皇帝            | У Саньгуй 吴三桂 Wú Sānguì | 1678—1678      | Чжаоу (昭武) 1678                            |
| Хуэй-цзун 惠宗              | 孝恳皇帝                     | У Шифань 吳世璠            | 1678—1681      | Хунхуа (洪化) 1678—1681                      |